# Tower Bridge
Tower Bridge je kombinovaný visutý a zvedací most v Londýně nad řekou Temží. Stojí nedaleko hradu Tower a spojuje londýnské City s městskou částí Tower Hamlets, která hraničí se čtvrtí Southwark. Někdy bývá chybně zaměňován s London Bridge, který stojí o necelý kilometr dále proti proudu. Vedle věže Elizabeth se zvonem Big Ben, hradu Tower a budov parlamentu patří mezi historické symboly města.

## Stavba

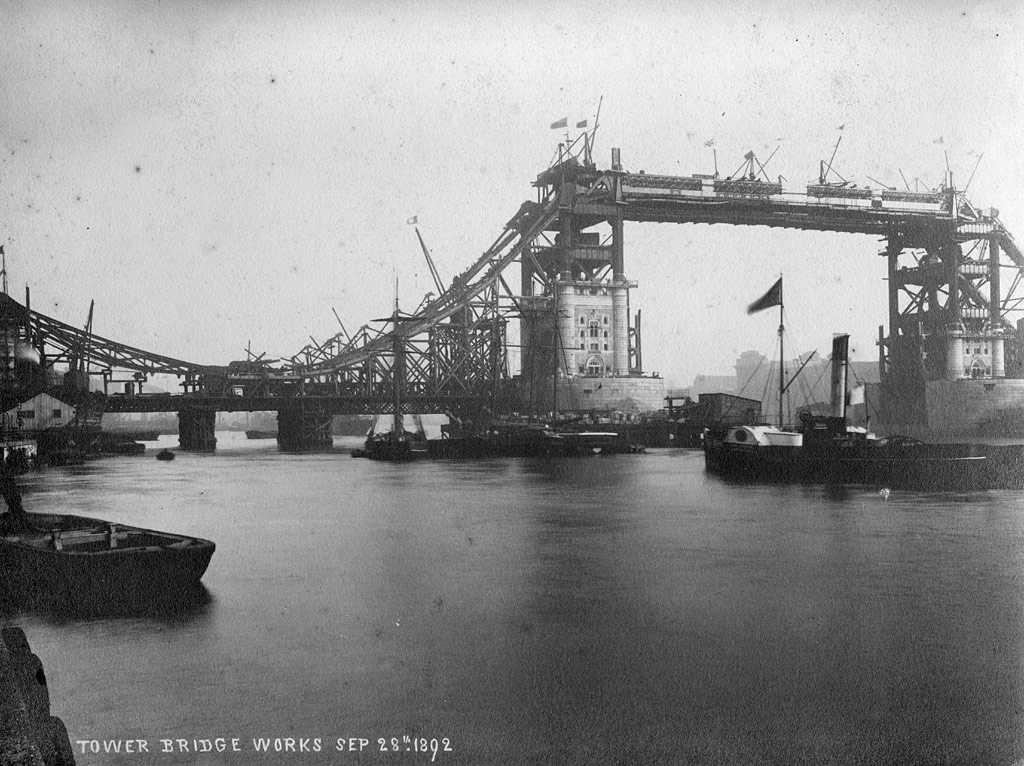
Stavba Tower Bridge, 28. září 1892

Ve druhé polovině 19. století se ve východní části Londýna začala rozmáhat průmyslová výstavba. V souvislosti s tím bylo nutné vybudovat nový most přes řeku, který by stál po proudu řeky za mostem London Bridge. Nebylo zde ale možné postavit tradiční typ mostu, protože by znemožnil lodní dopravu do Londýnského přístavu, který se nacházel mezi mostem London Bridge a Towerem. Tunel pod Temží (tzv. Tower Subway) byl sice otevřen roku 1870, ale byl určen pouze pro osobní dopravu a po přerušení provozu tamní železnice pro pěší.
Roku 1870 byla ustavena Komise pro zvláštní most nebo tunel, aby se pokusila najít řešení tohoto problému. Vyhlásila veřejnou soutěž na konstrukci nového mostu. Zasláno bylo více než 50 návrhů, včetně jednoho od stavebního inženýra Josepha Bazalgetta. Vyhodnocování návrhů bylo velmi kontroverzní a vítězný návrh, zaslaný městským architektem Horace Jonesem, byl vyhlášen až roku 1884.
Stavba mostu započala roku 1886 a trvala 8 let. Na práci se podílelo 5 hlavních dodavatelů a 432 dělníků. Na podporu stability mostu byly na říční dno položeny dva masivní pilíře; každý obsahoval více než 70 000 tun betonu. Kostra věží a mostu samotného byla vybudována z více než 11 000 tun oceli a jako obložení mostu na ochranu ocelové kostry i pro vylepšení vzhledu byla použita cornwallská žula a portlandský vápenec.
Roku 1887 Jones zemřel a na jeho místo nastoupil dosavadní hlavní inženýr, Sir John Wolfe-Barry. Nahradil Jonesův středověký styl fasády zdobnějším ve slohu Viktoriánské gotiky.
Most byl otevřen roku 1894. Slavnostní ceremonie byla zahájena princem z Walesu, budoucím králem Edwardem VII. a jeho ženou, Alexandrou Dánskou.

## Současnost

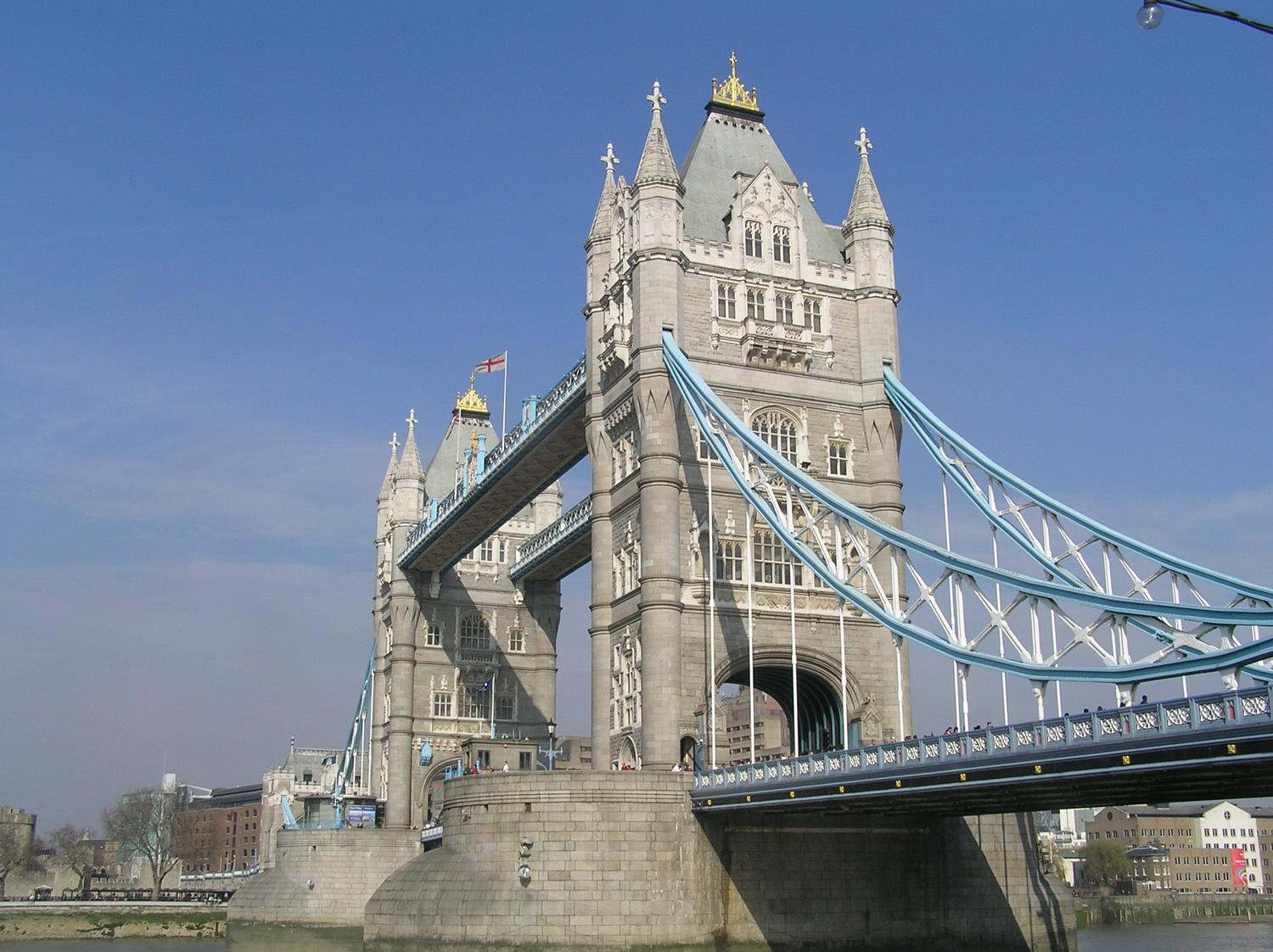
Pohled na most z Královniny cesty, na jižním břehu řeky Temže

Most je vybaven dvěma výškovými lávkami, spojujícími obě věže mostu a používanými dříve chodci při zvednutých mostovkách při průjezdu lodí. Dostalo se jim nelichotivé pověsti ráje prostitutek a kapesních zlodějů, proto byly roku 1910 uzavřeny. Nyní jsou znovu otevřeny jako součást historické prohlídky mostu, která zahrnuje i výstavní expozice v obou věžích. Na této výstavě lze mimo jiné spatřit dobové fotografie, rukopisné dokumenty a film o stavbě mostu. Součástí prohlídky je také návštěva původní parní strojovny, umístěné v budově nedaleko jižního konce mostu, která sloužila v minulosti ke zvedání mostovek.

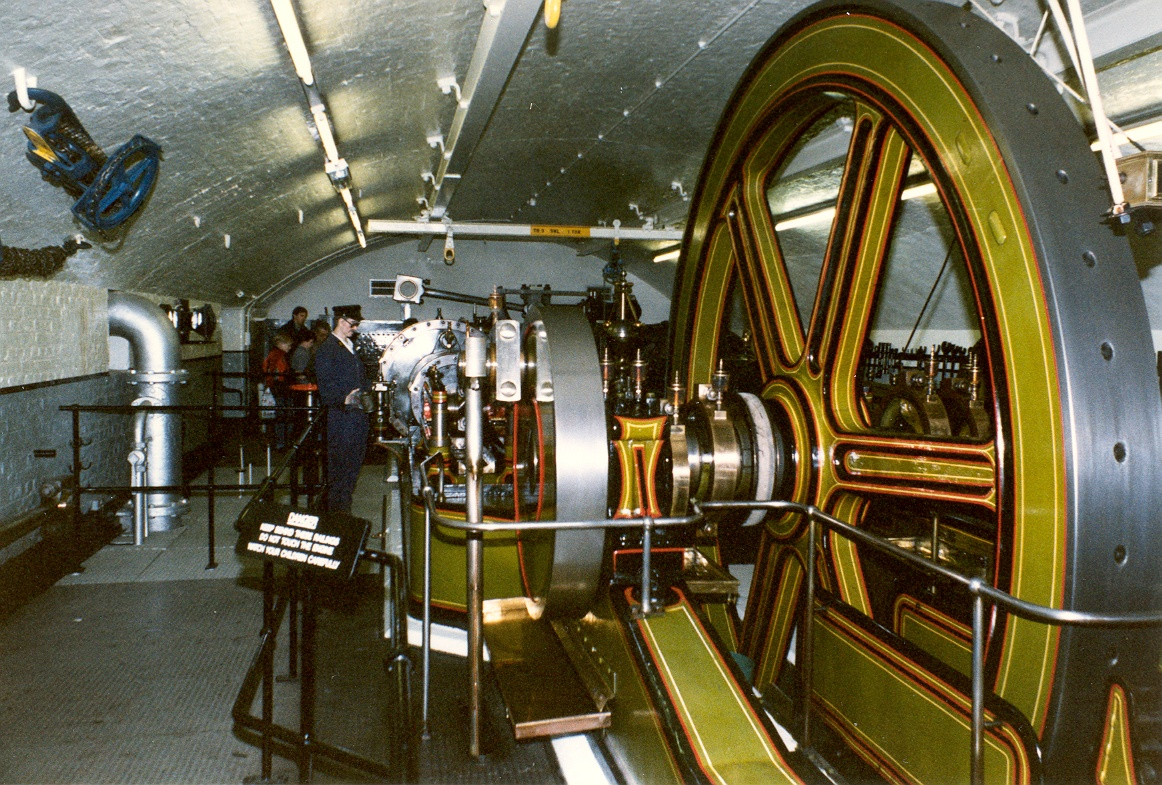
Expozice s původním parním strojem, dříve zvedajícím most

Mimo to si návštěvník může objednat speciální prohlídku V zákulisí, při níž se může podívat do současného řídicího centra, které nahradilo původní parní stroje. Mostní rámy jsou zvednuty přibližně pětsetkrát do roka.
Ačkoli lodní doprava je mnohem menší, než byla v době stavby mostu, stále má přednost před dopravou silniční. Tato skutečnost málem způsobila diplomatický incident, když prezident USA Bill Clinton se svou kolonou zůstal stát před mostem, jenž se neočekávaně zvedl.
Most leží téměř nad Tower Subway, první podzemní drahou na světě (otevřena roku 1870), která se ještě před otevřením stala nejkratší komunikací spojující oba břehy.
V roce 2000 byl zaveden nový počítačový systém, který umožňuje dálkové ovládání mostu. Je ale zatím značně poruchový a již několikrát způsobil zaseknutí mostu v otevřené nebo naopak zavřené pozici, jako se to stalo např. 2. června 2005.
Během Letních olympijských her v roce 2012 dostal most ozdobu v podobě připevněných olympijských kruhů, symbolu olympijských her. Během následující paralympiády pak byly kruhy vyměněny za tři barevné srpky, symbol her paralympijských.

## Galerie

### Otevírání mostu

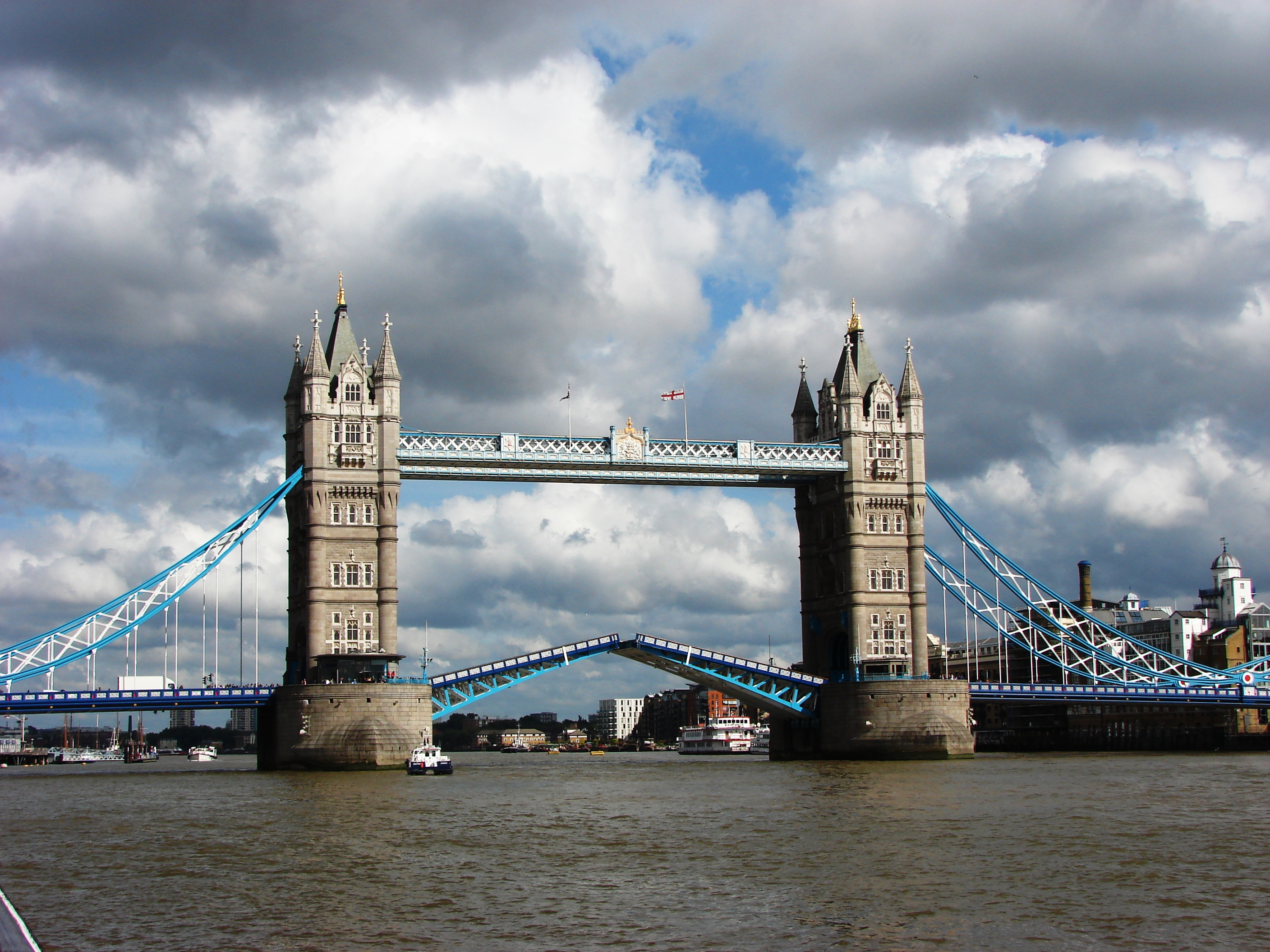
1. fáze otevírání (téměř zavřeno)
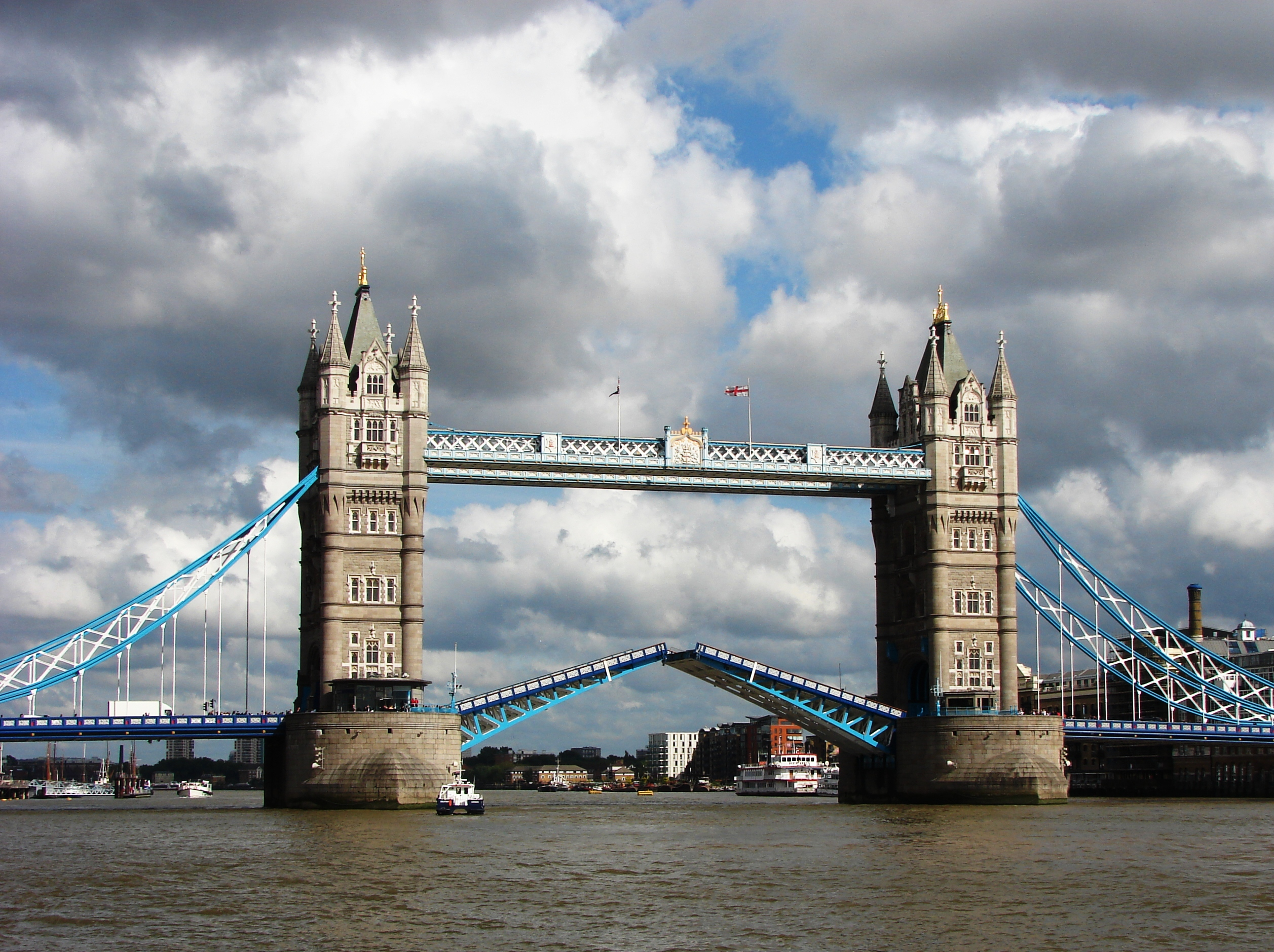
2. fáze otevírání
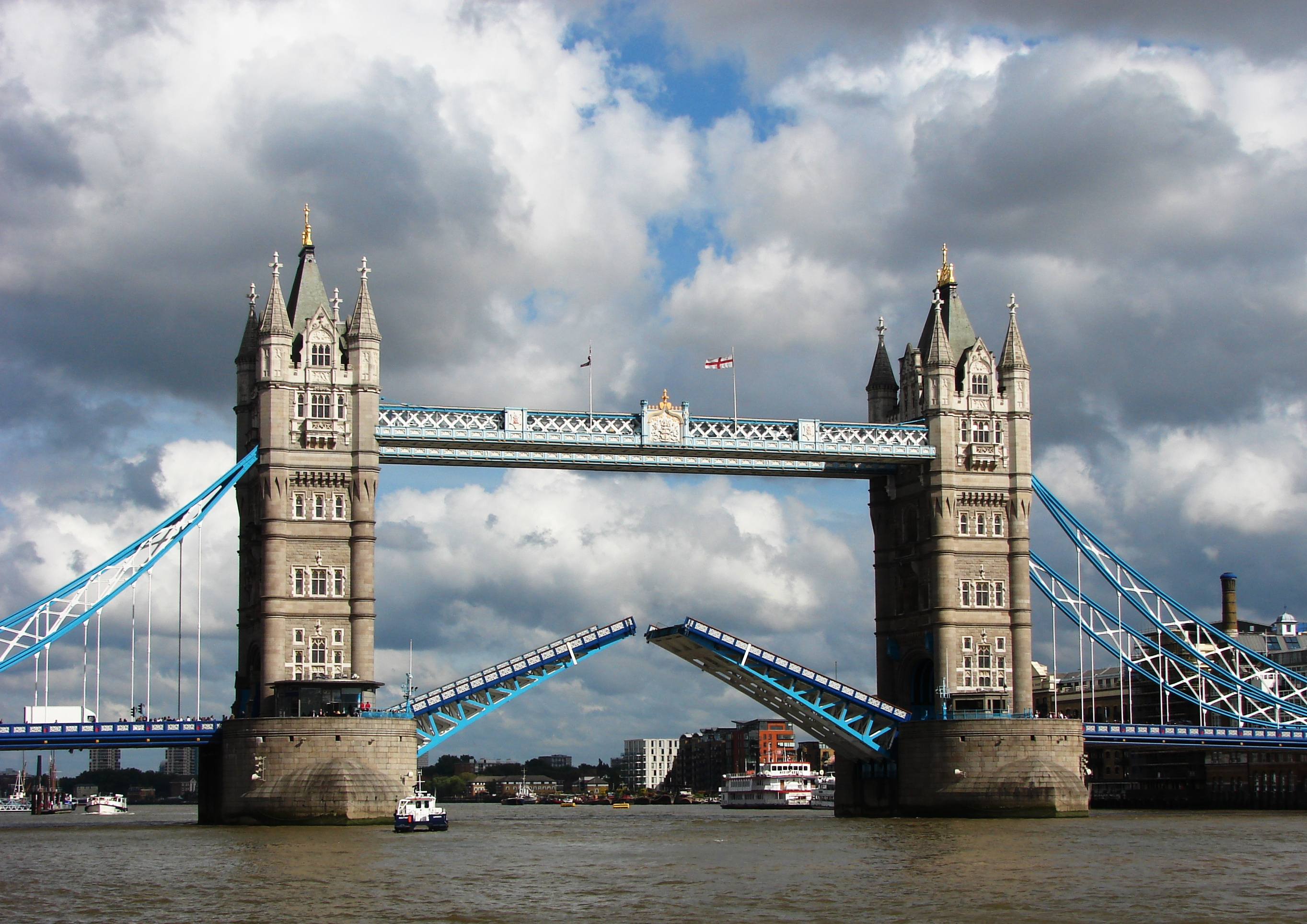
3. fáze otevírání
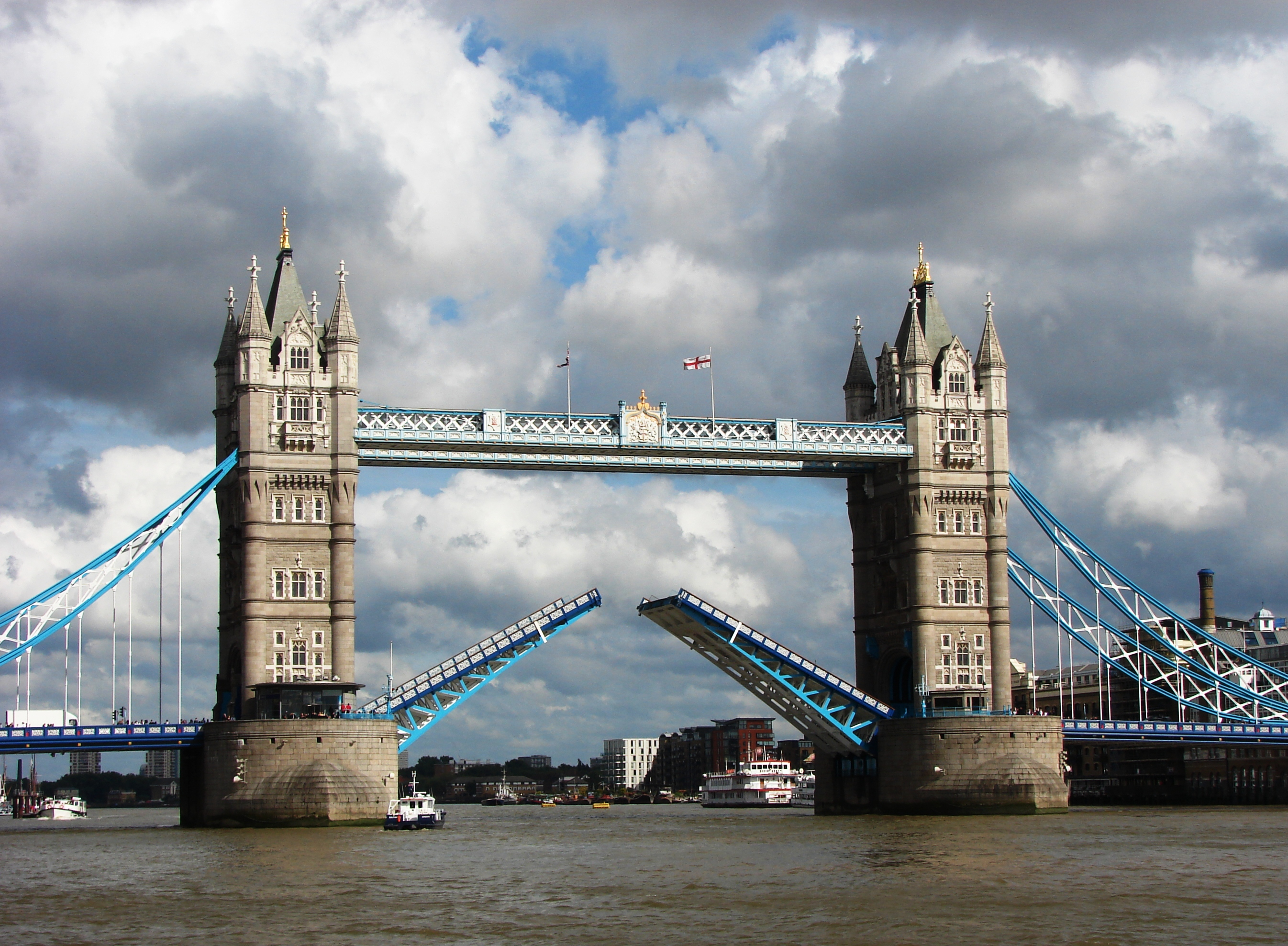
4. fáze otevírání
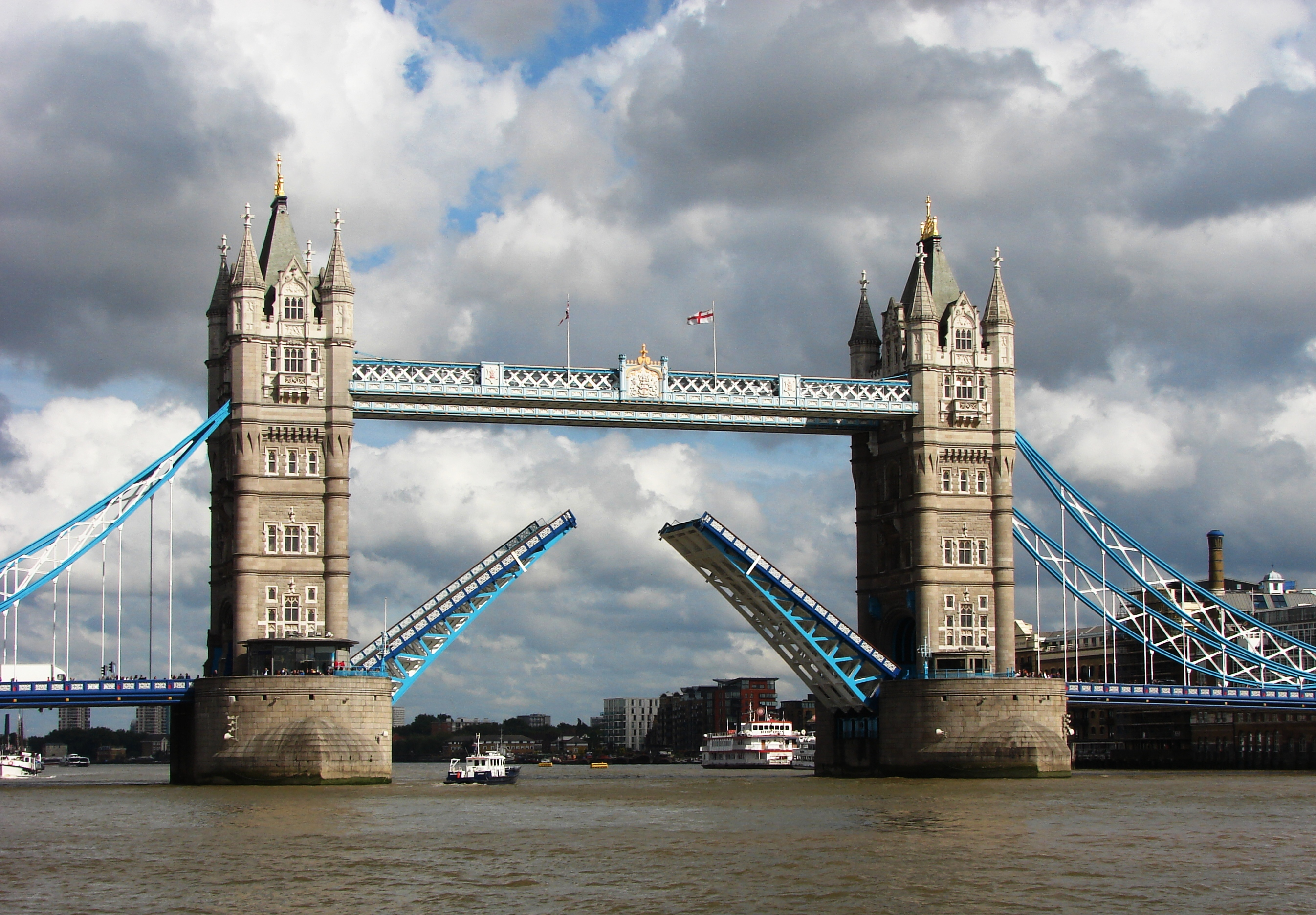
5. fáze otevírání (téměř otevřeno)
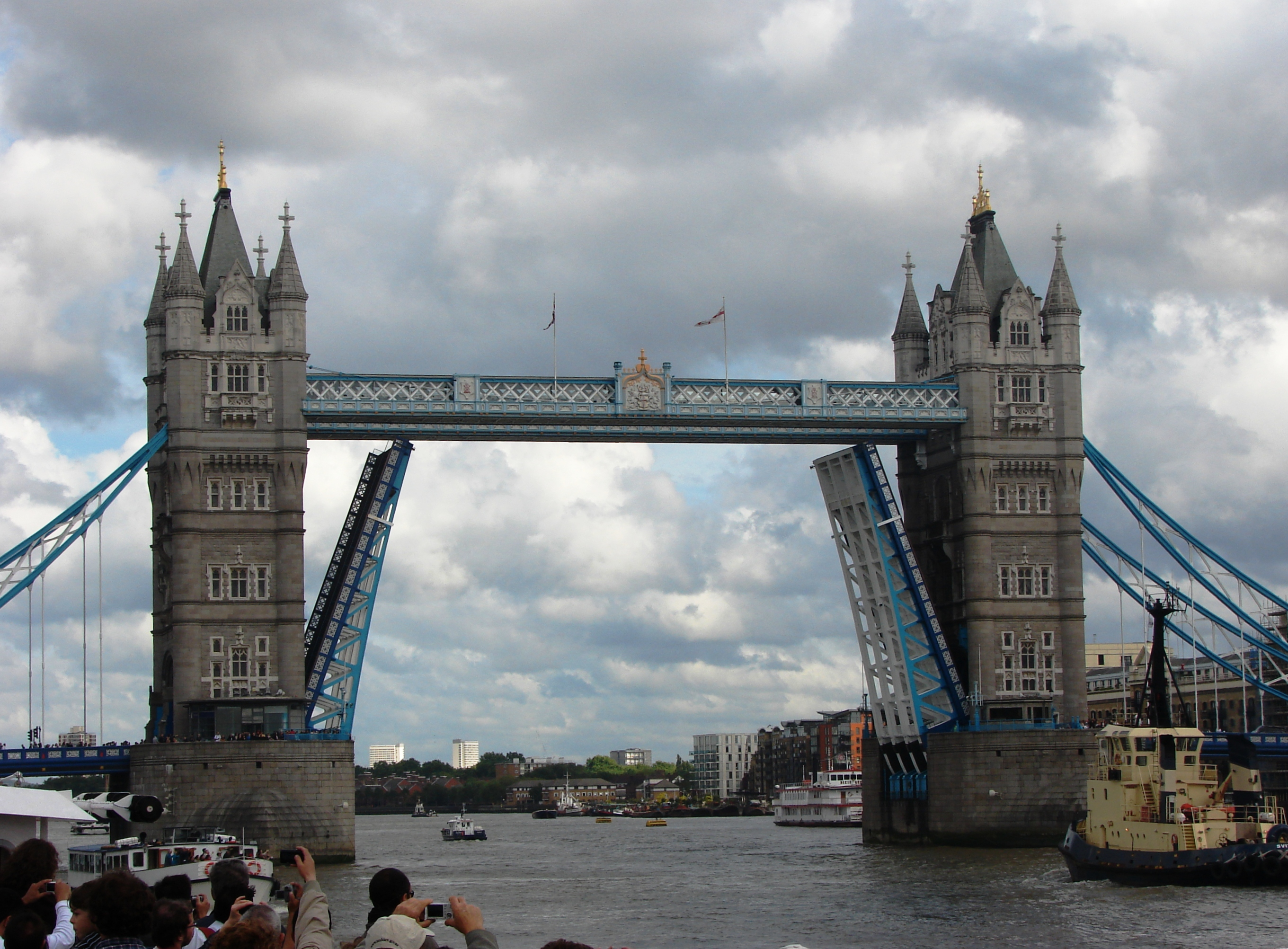
6. fáze otevírání (zcela otevřeno)
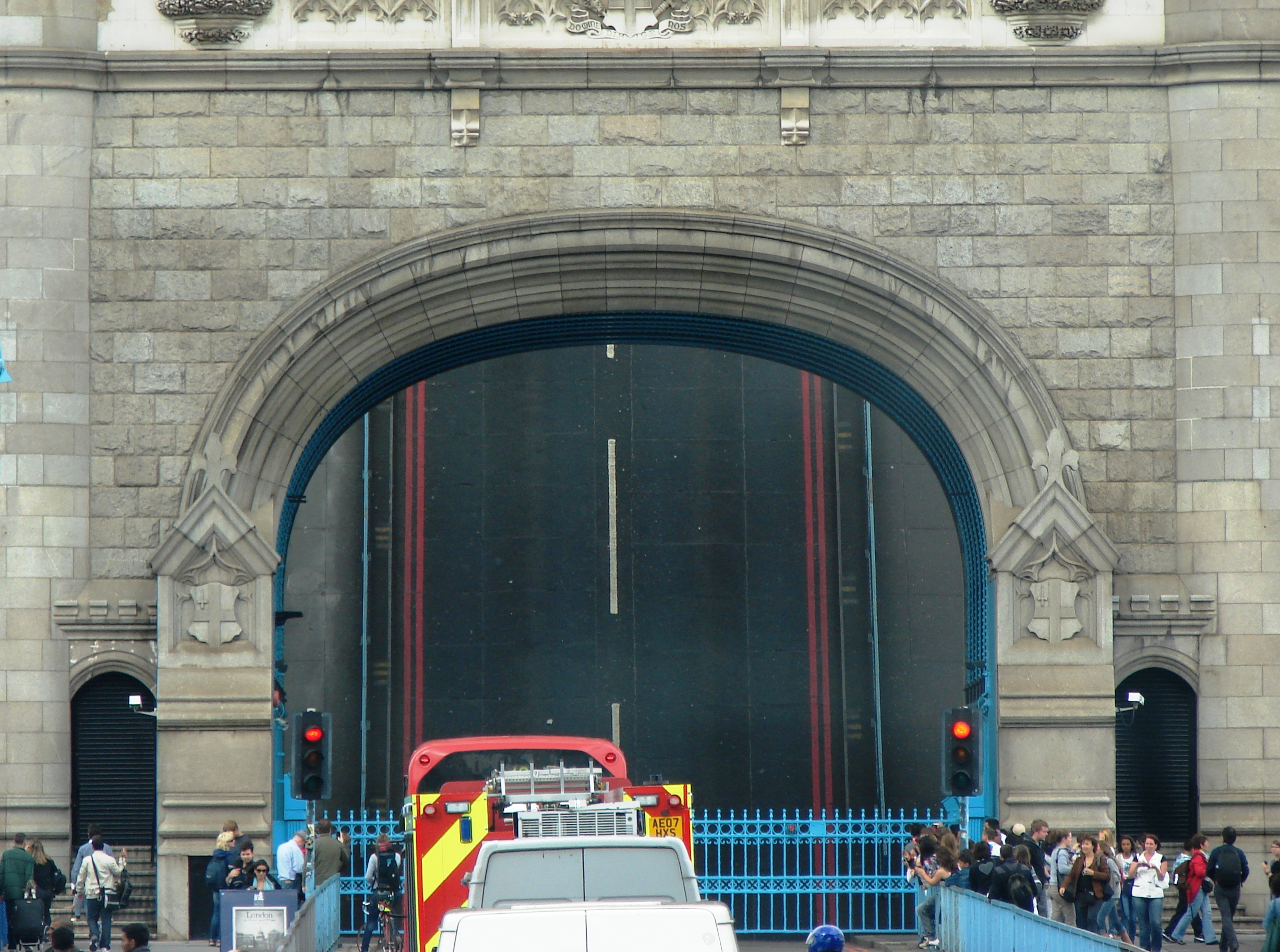
The Tower Bridge, kompletně otevřeno
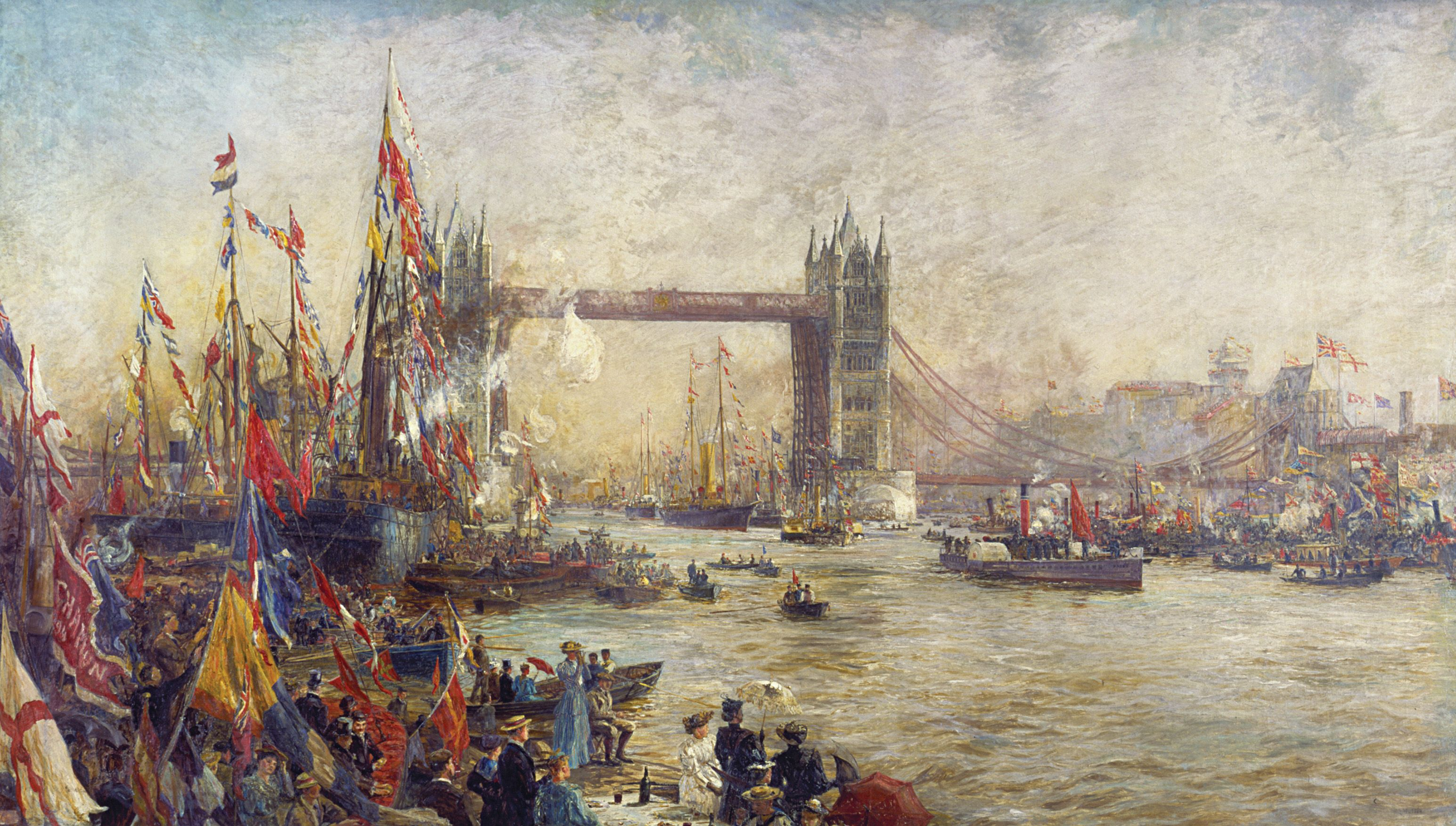
William Lionel Wyllie, "The Opening of Tower Bridge" (1895)
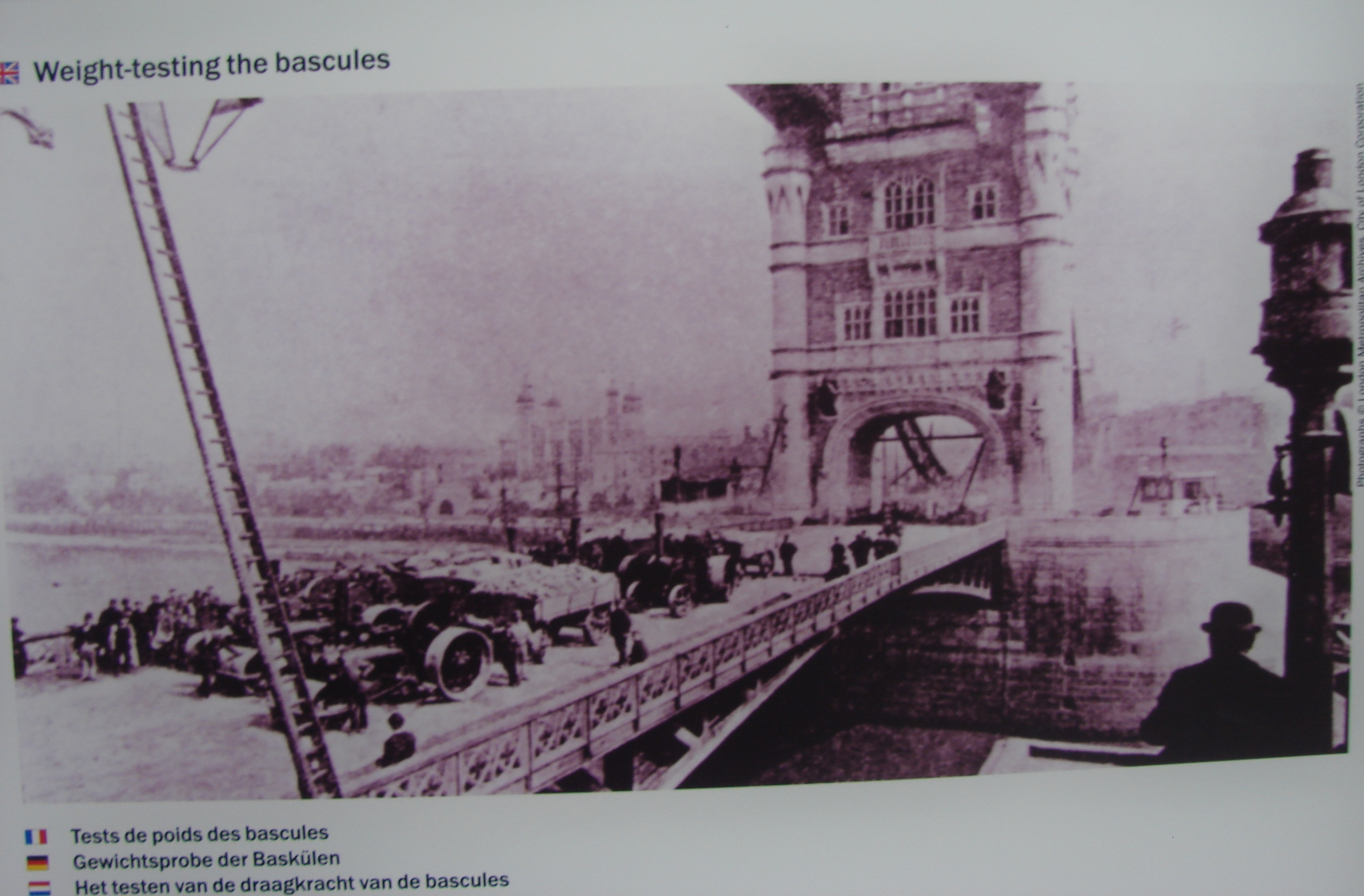
Výstavba mostu
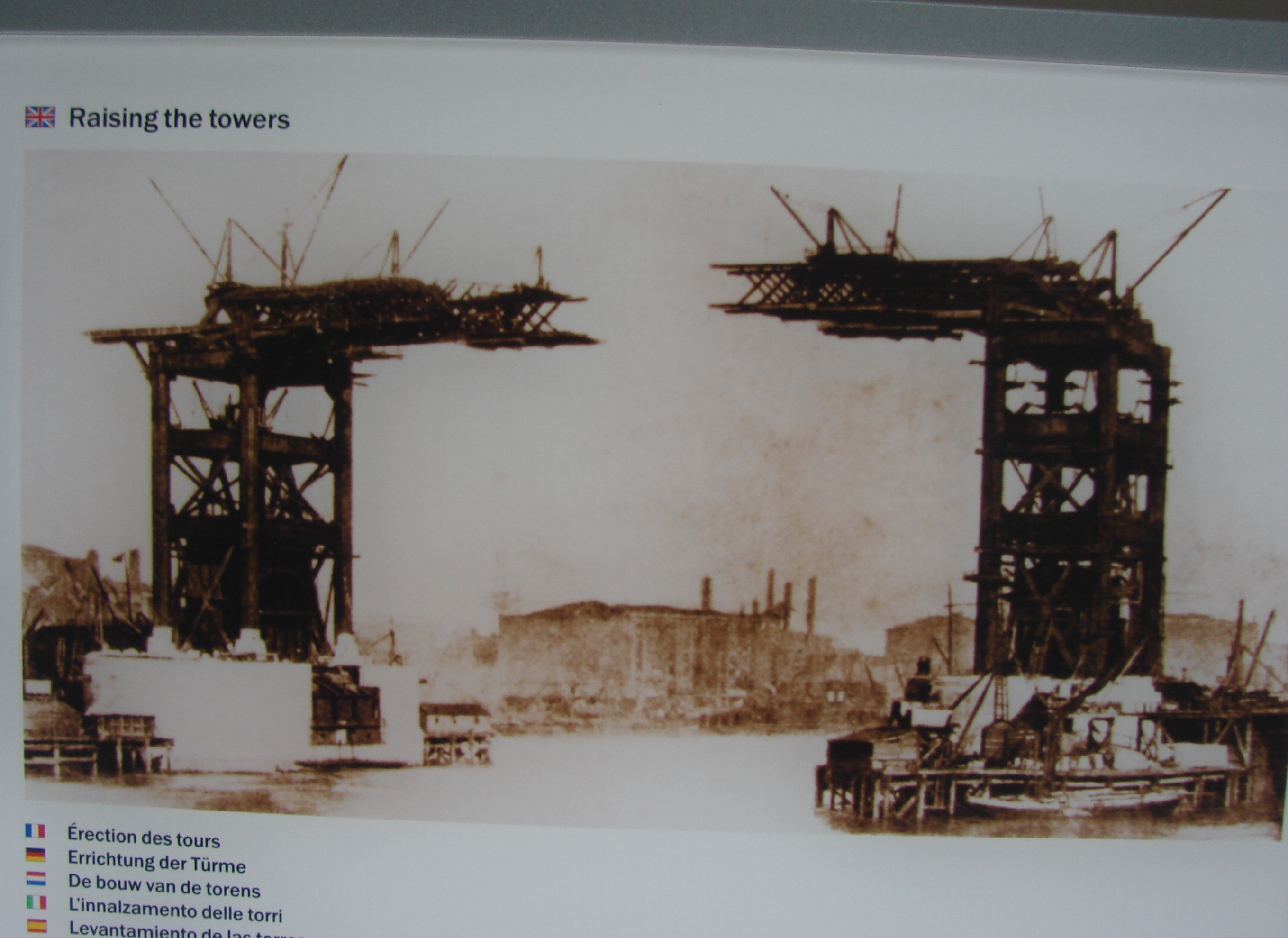
Tower Bridge, London Under Construction 1
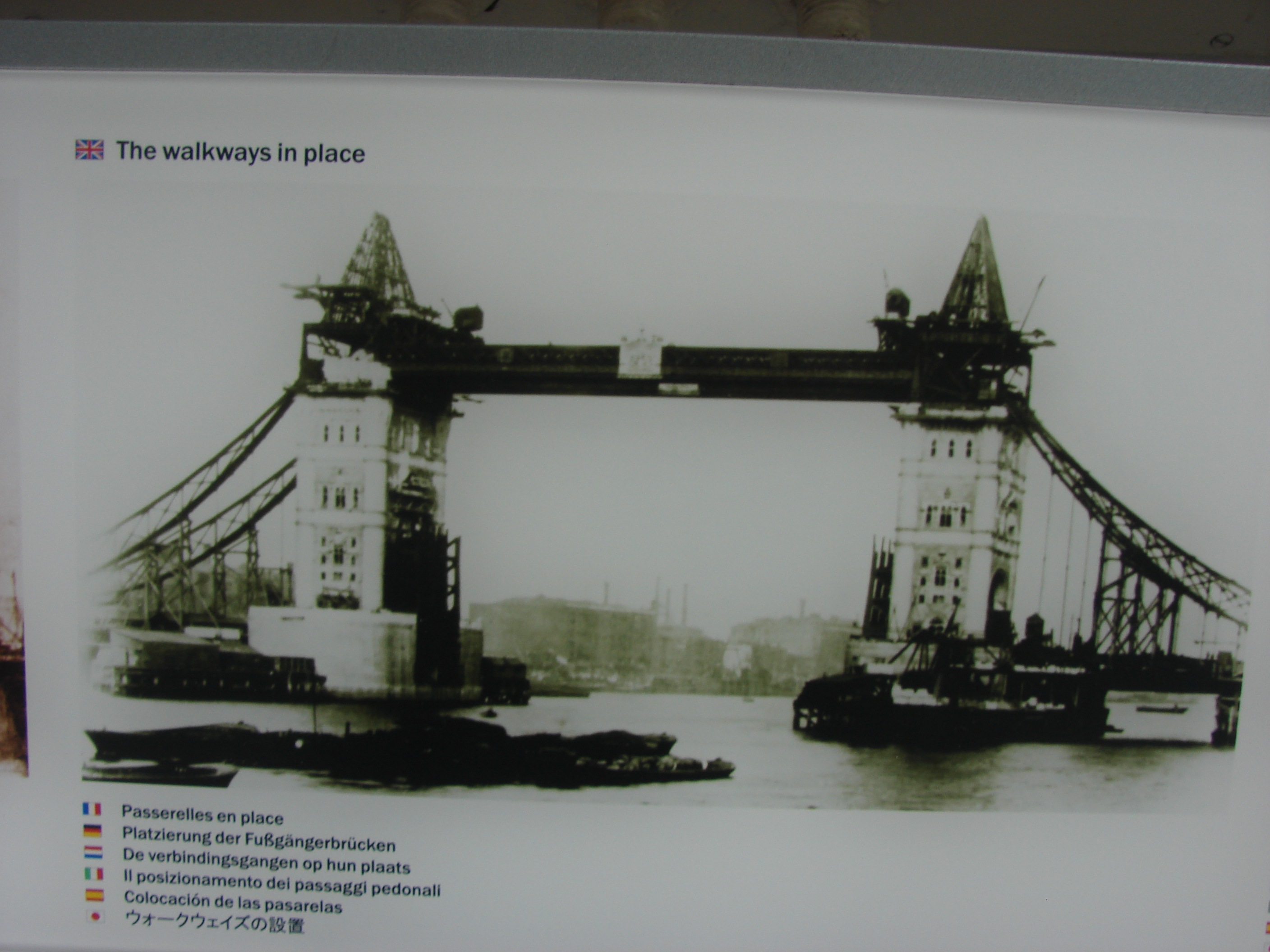
Tower Bridge, London Under Construction 2
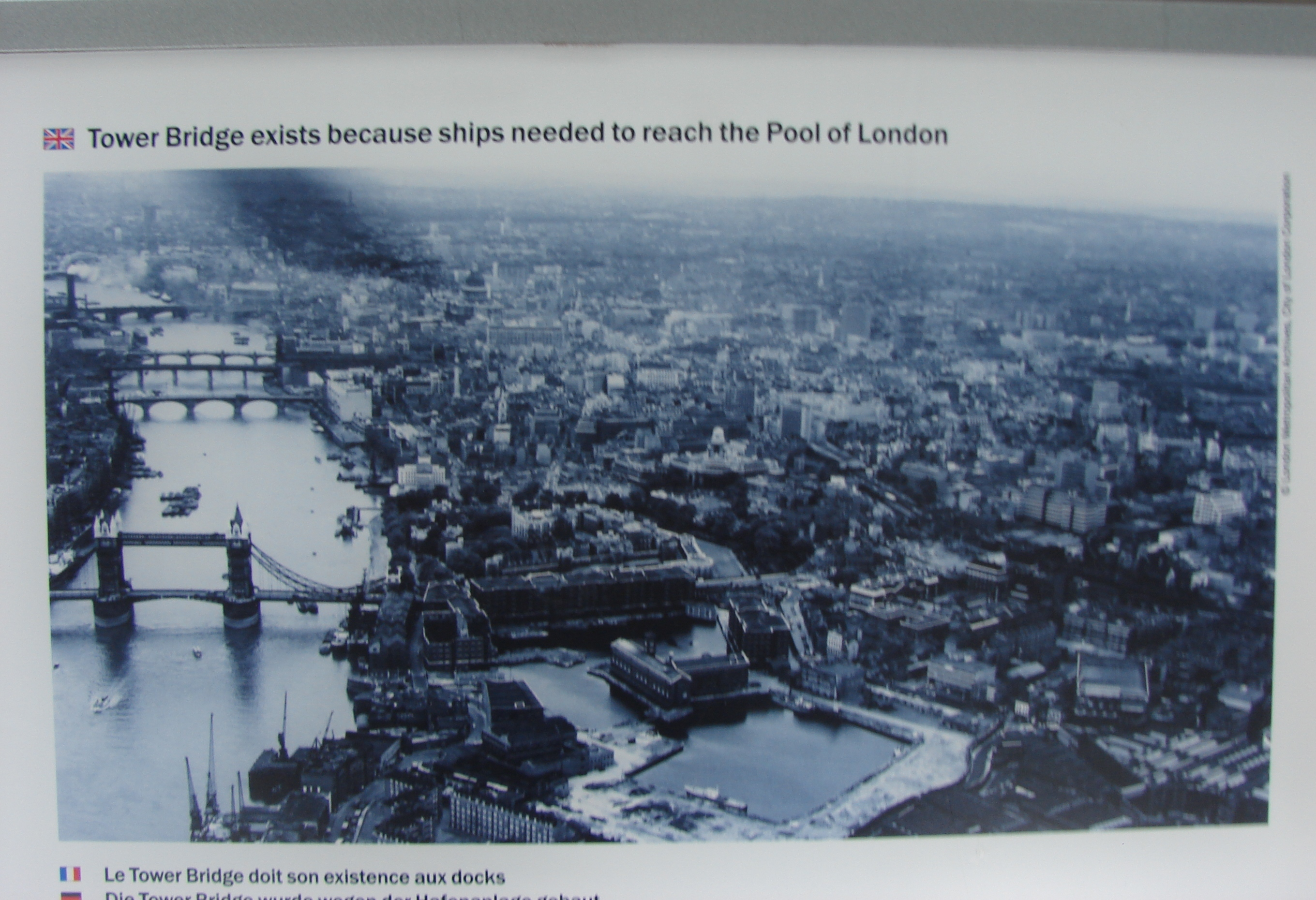
Stará fotografie
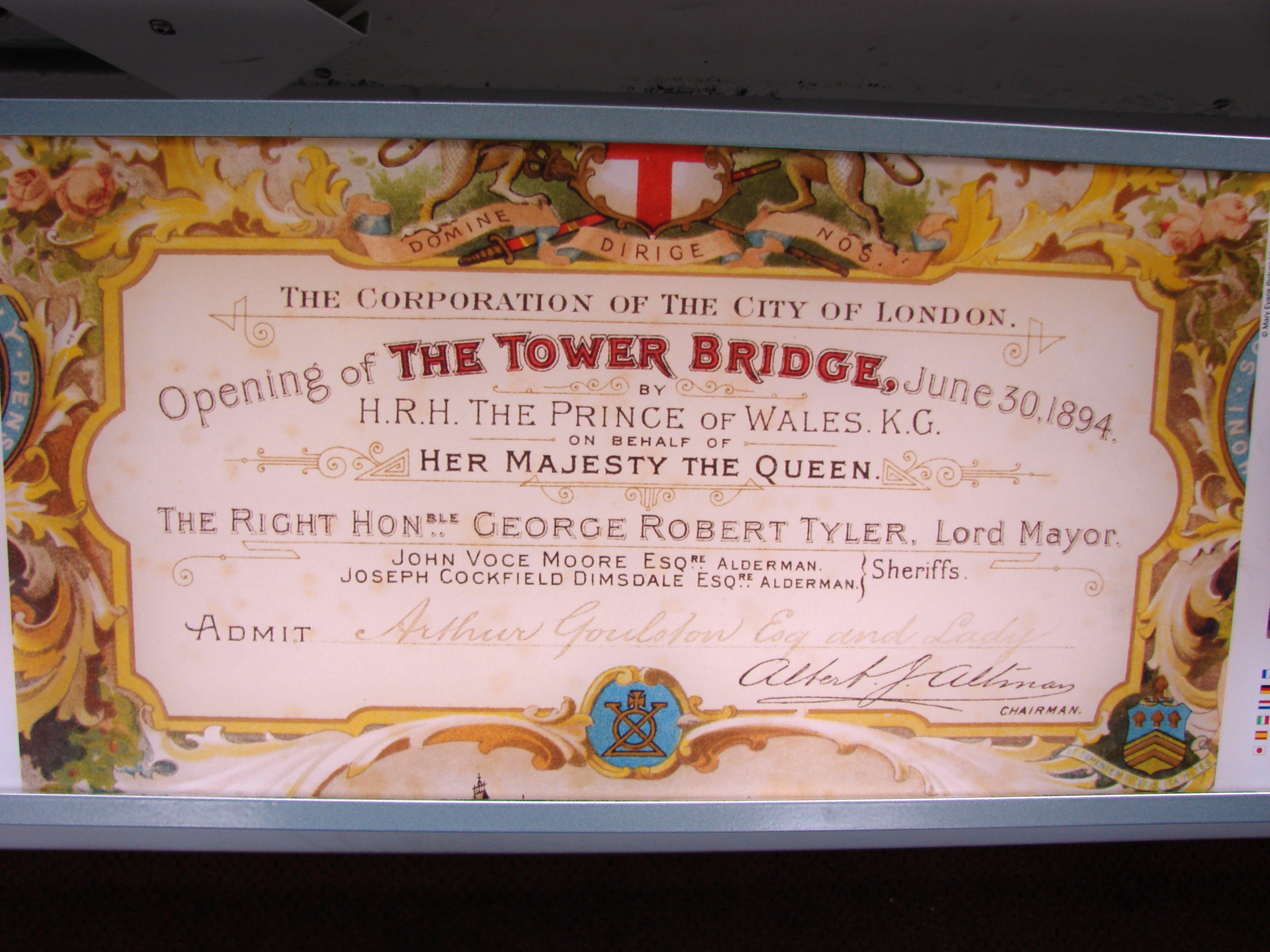
The invitation of opening of Tower Bridge, London
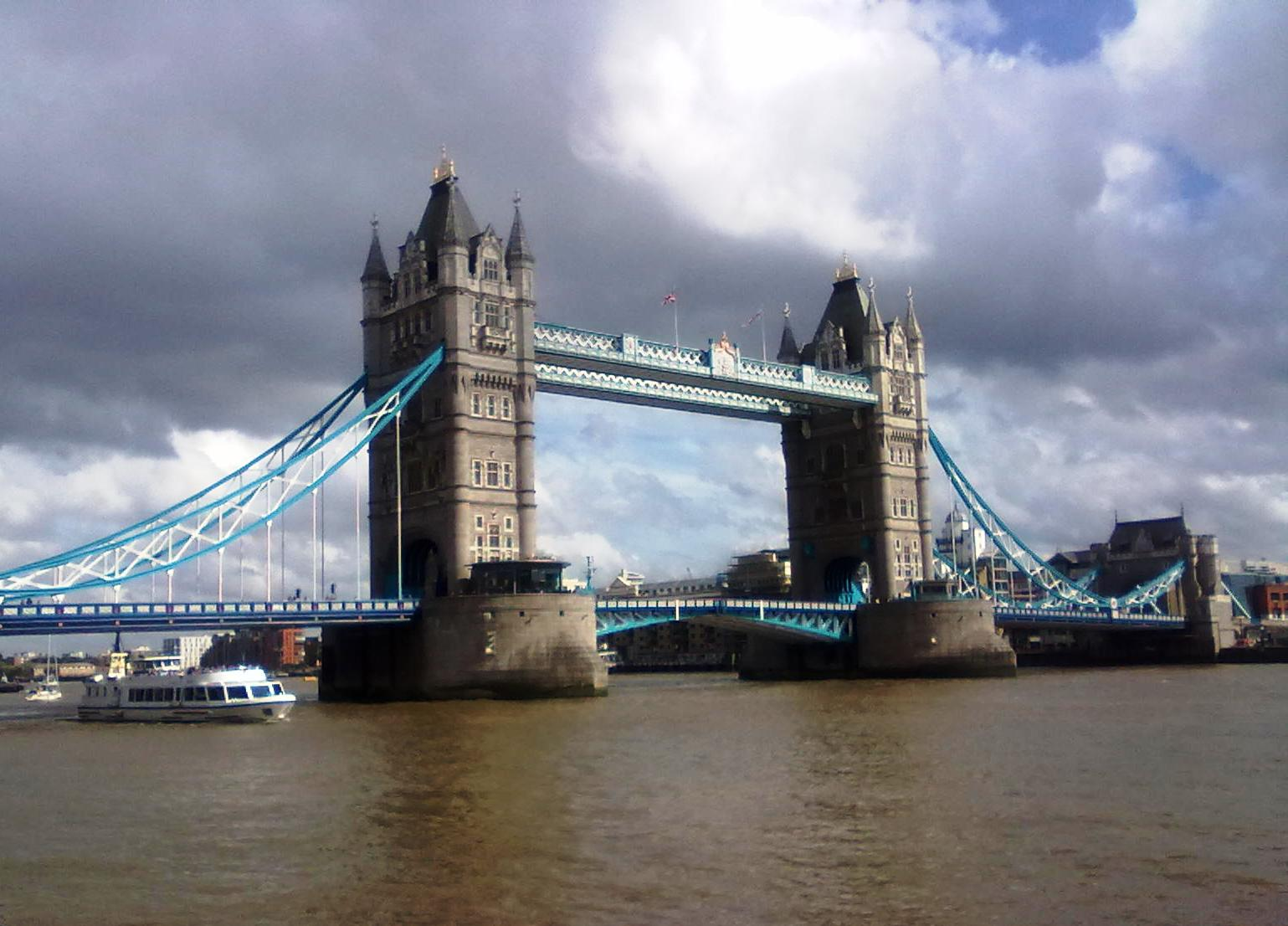
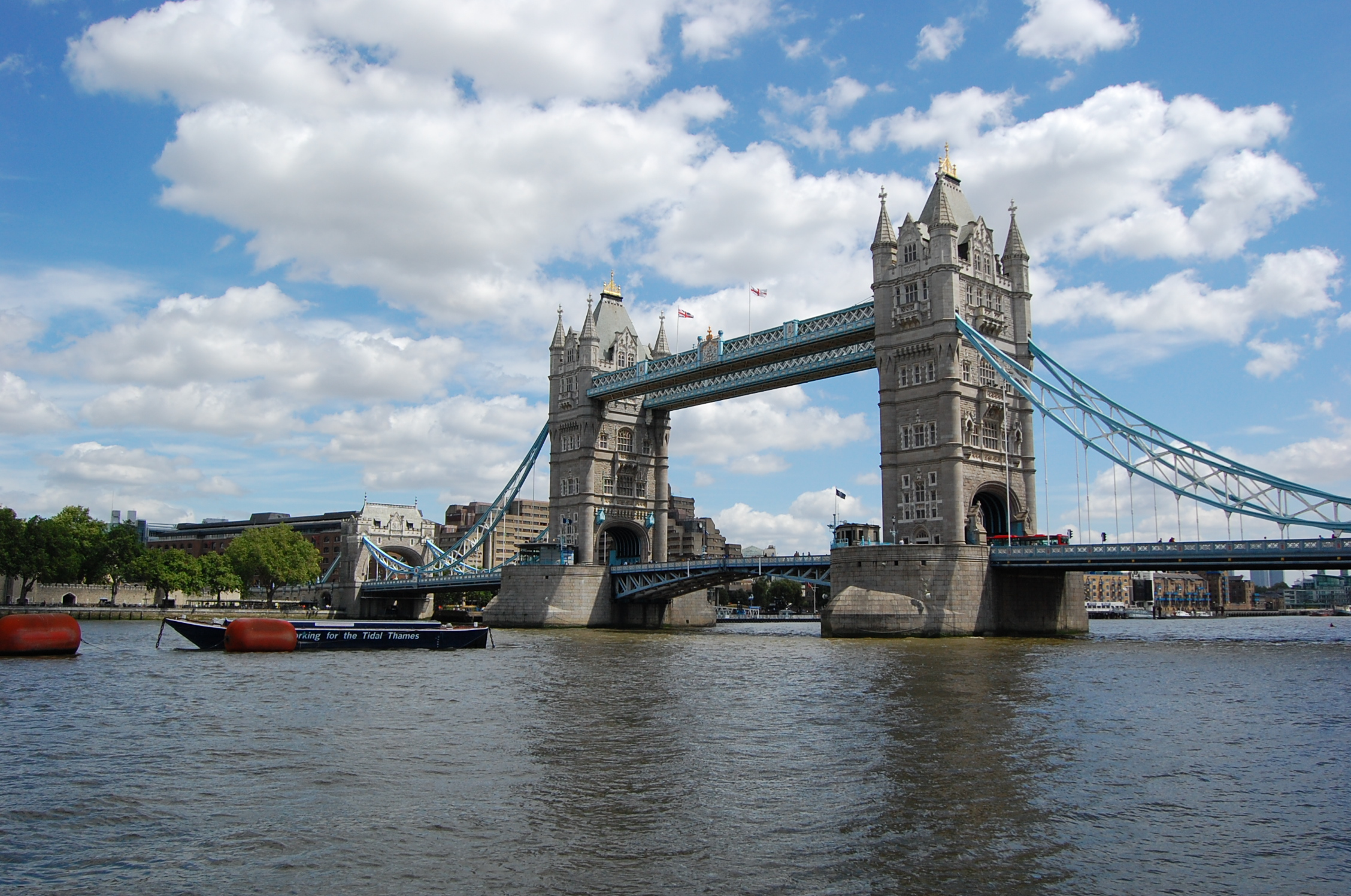
Tower Bridge ve dne
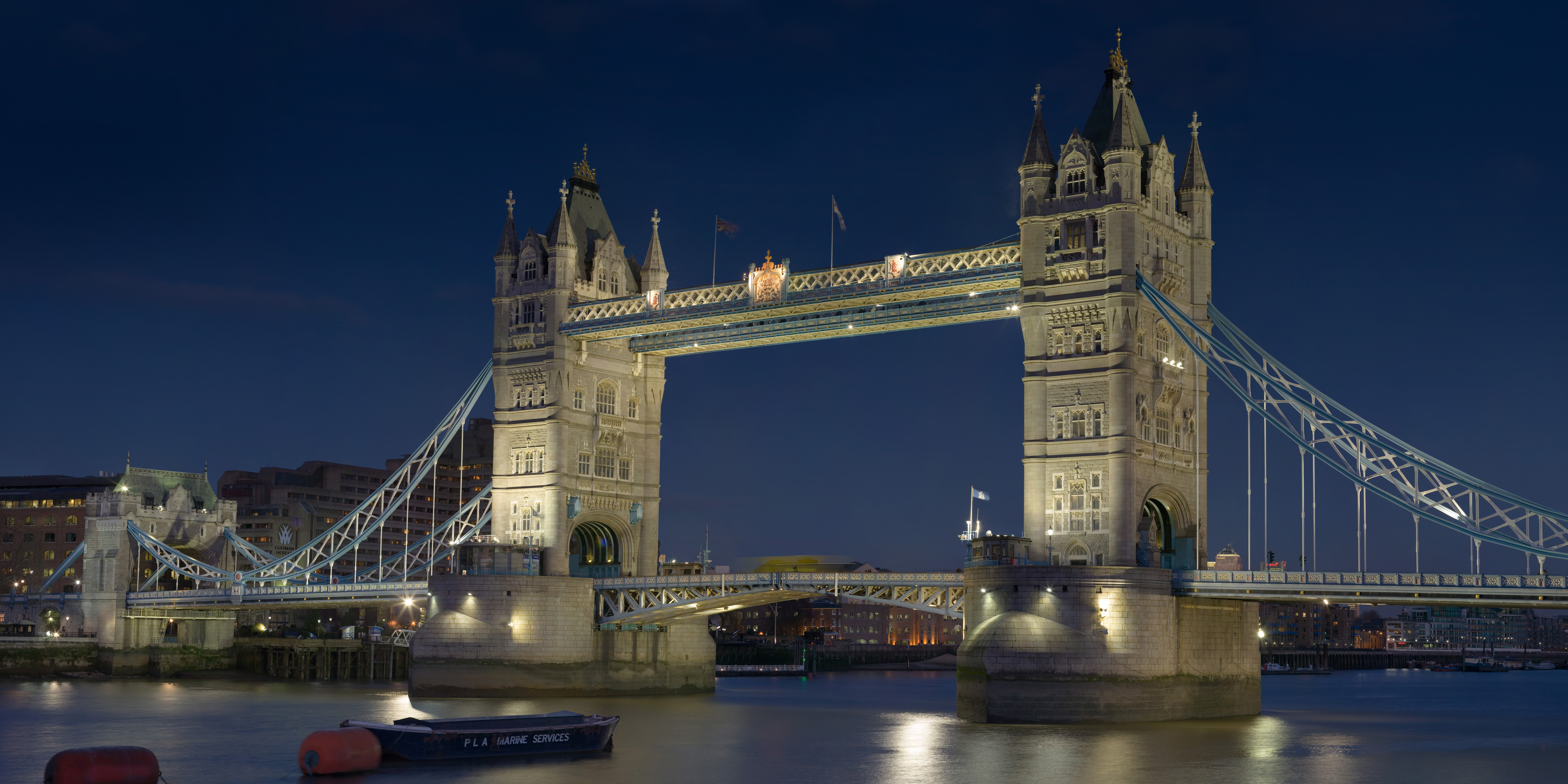
Tower Bridge v noci
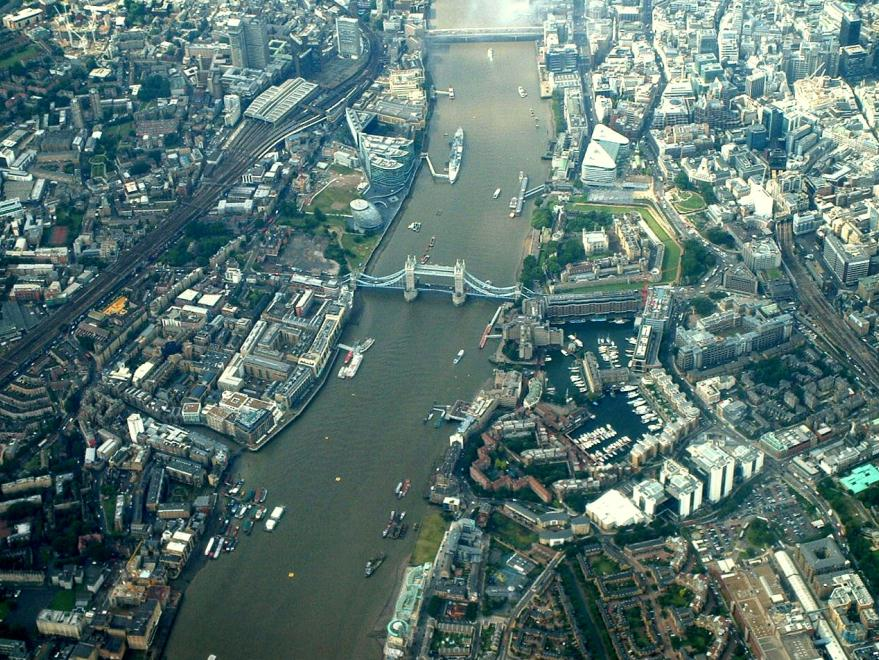
Tower Bridge z ptačí perspektivy
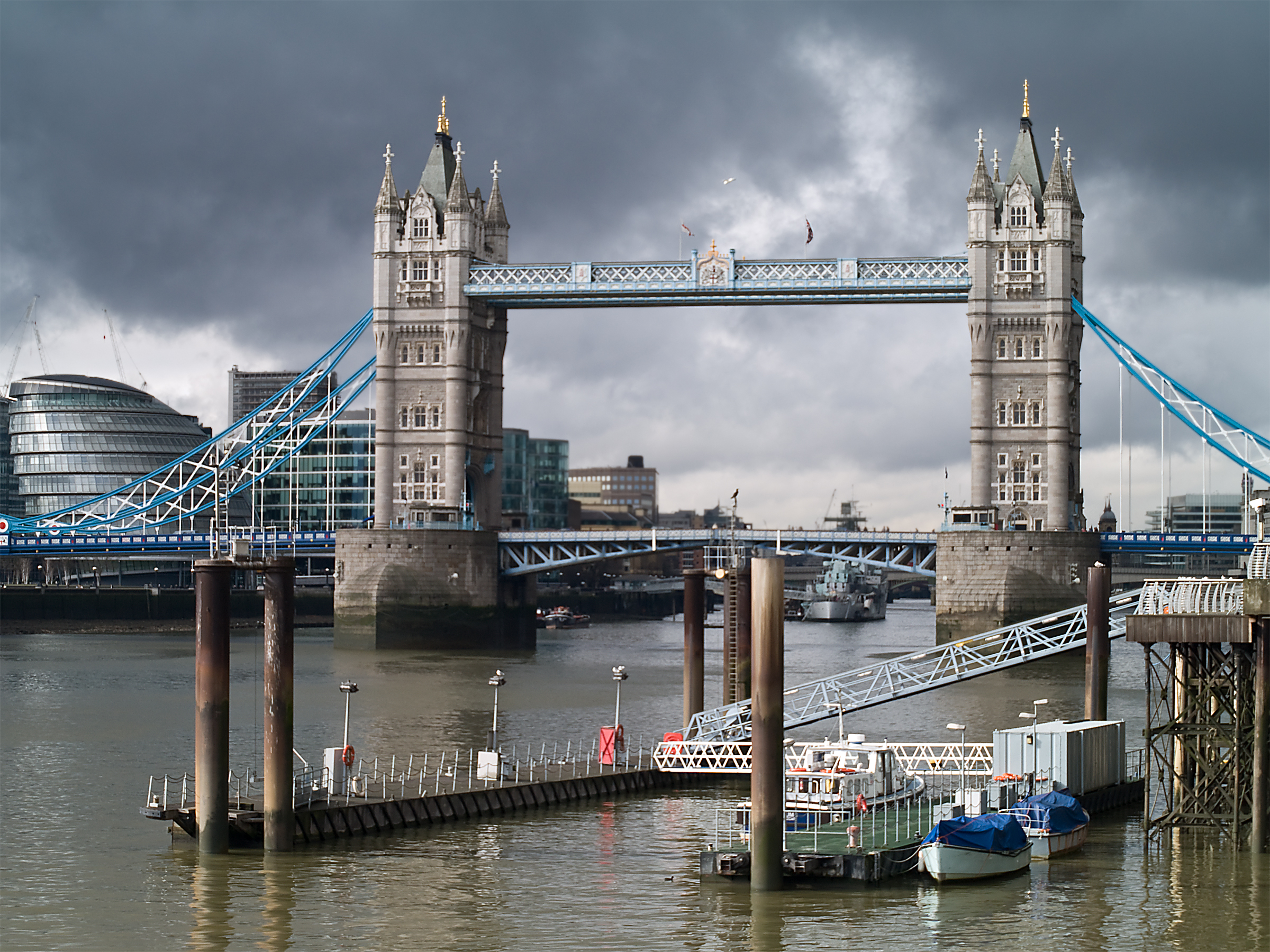
Tower Bridge ze severního břehu Temže
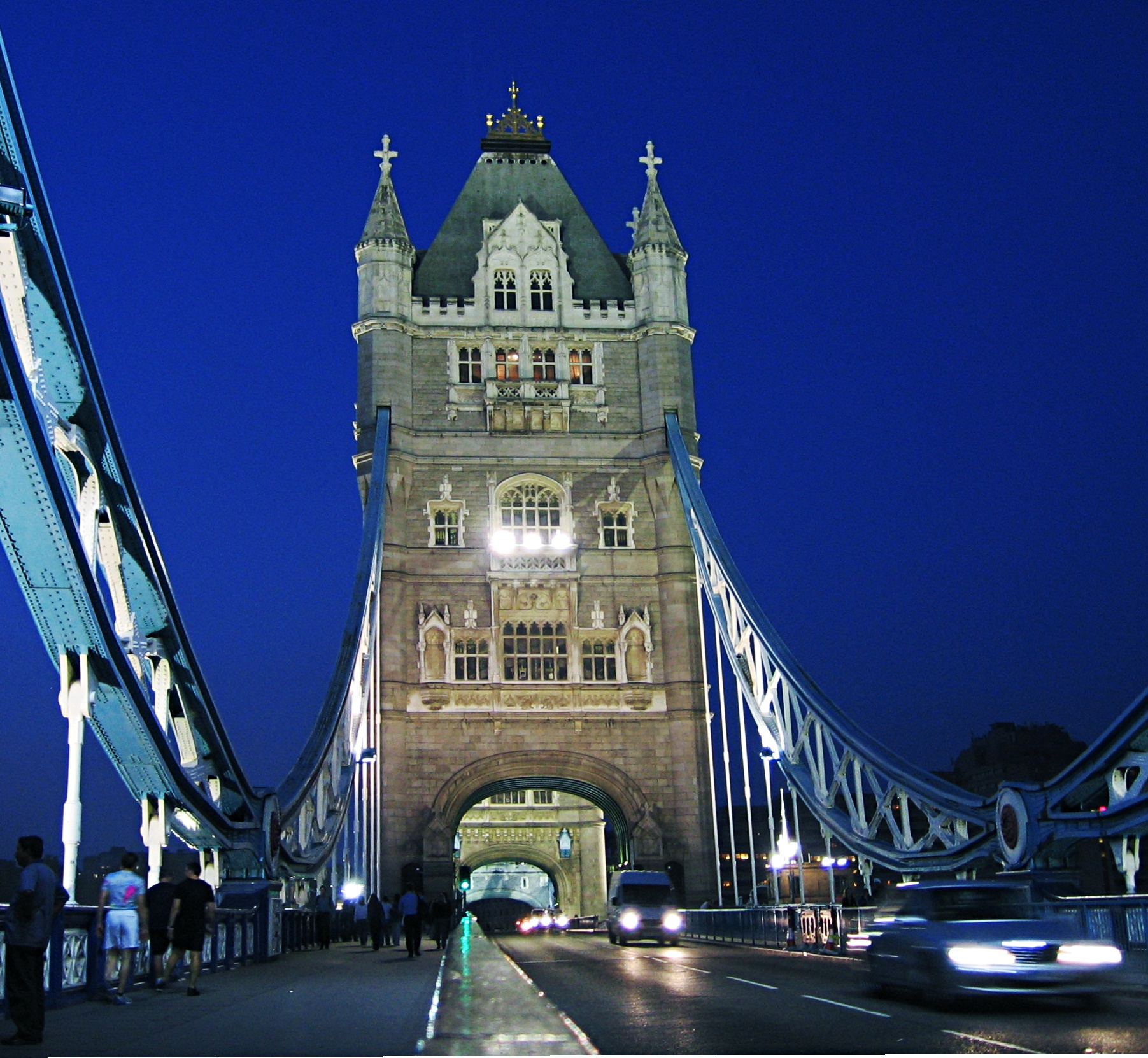
Pohled z jihu za soumraku
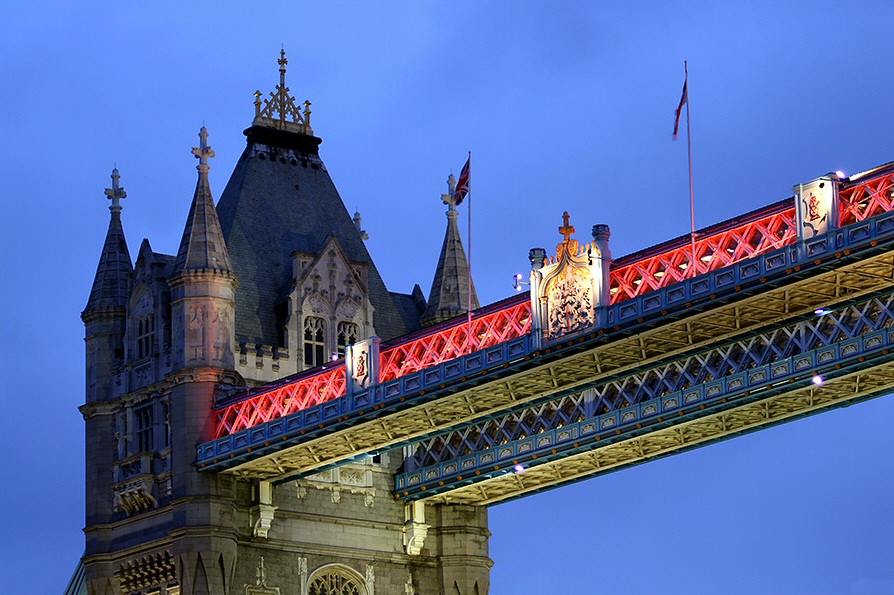
Close-up of walkways, illuminated at dusk
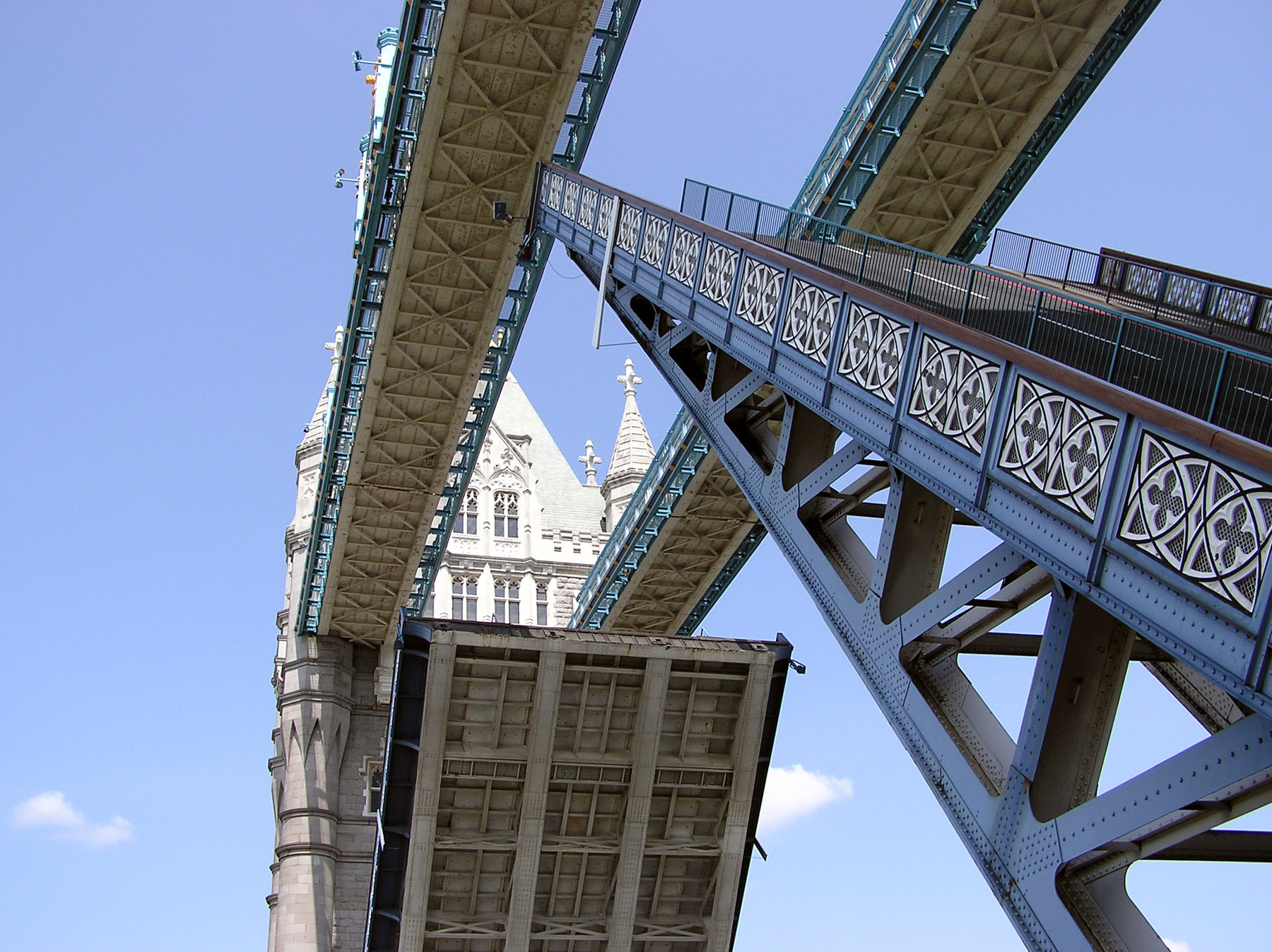
Close-up of opened bascules
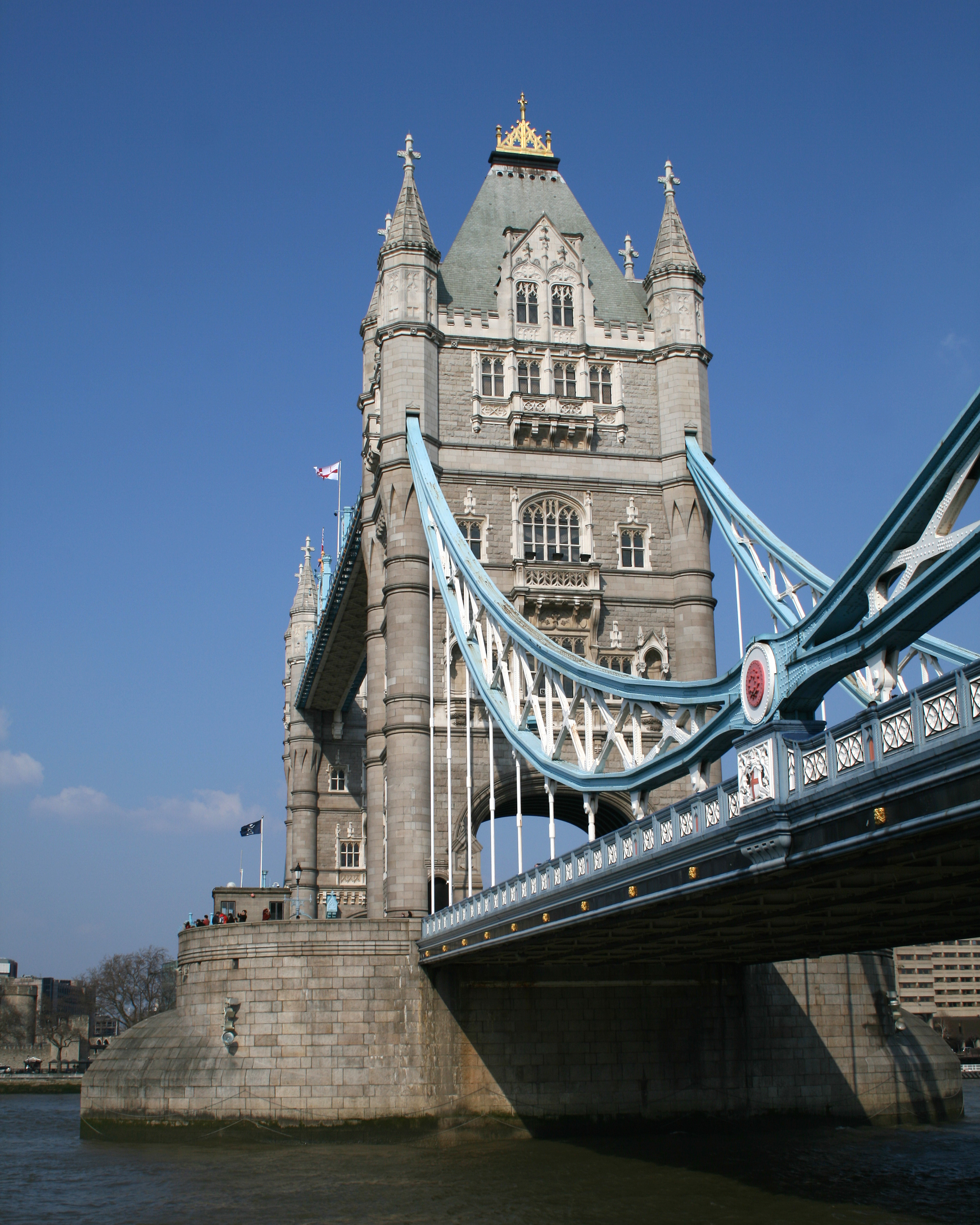
Jižní věž, showing pier at river level